# روبرت ستون (سياسي)
روبرت ستون (بالإنجليزية: Robert Stone)‏ هو محامي وسياسي أمريكي، ولد في 2 مارس 1866 بتوبيكا في الولايات المتحدة، وتوفي بنفس المكان في 24 يونيو 1957. حزبياً، نشط في الحزب الجمهوري. وقد انتخب عضو مجلس نواب كنساس.